# Little Nightmares 3
Little Nightmares III é um futuro jogo eletrónico de quebra-cabeça,  Plataforma e survival horror desenvolvido pela Supermassive Games e publicado por Bandai Namco Entertainment para Nintendo Switch, PlayStation 4, PlayStation 5, Microsoft Windows, Xbox One e Xbox Series X/S. Serve como sequela stand-alone para os primeiros dois jogos de Little Nightmares. O jogo segue 2 novas crianças protagonistas, Low e Alone, enquanto navegam pelo The Nowhere e escapam de uma ameaça iminente.Em maio de 2024, seu lançamento, anteriormente planejado para 2024, foi adiado para 2025.

## Jogabilidade
Como seus outros jogos, Little Nightmares III tomará lugar em um mundo 2.5D. O jogador deverá explorar o mundo, ocasionalmente encontrará situações do tipo de platforma ou será bloqueado por puzzles que devem ser resolvidos para prosseguir. Diferente dos dois primeiros jogos, o jogador agora poderá ir sozinho com um companheiro IA ou com outro jogador em online co-op. Os dois personagens principais terão diferentes mecânicas de jogabilidade, com Low segurando um arco e flecha, e Alone usando sua ferramenta.

## Desenvolvimento
Em 2021, Tarsier Studios confirmou Little Nightmares 2 sendo sua última entrada antes de serem comprados pela  Embracer Group em Dezembro de 2019; mas desde que Little Nightmares têm os direitos reservados á Bandai Namco, a publicadora decidiu continuar a franquia sem a Tarsier Studios.
Em Agosto de 2023, Little Nightmares III foi exposto na Gamescom's Opening Night Live. Diferente do seu antecessor, o jogo seria desenvolvido pela Supermassive Games em vez da desenvolvedora original da franquia. A Supermassive tinha experiência anterior na franquia Little Nightmares ao desenvolver uma experiência melhorada para PlayStation 5 e Xbox Series X/S como portes do antigo jogo.
Um podcast vinculado á franquia, entitulado "The Sounds of Nightmares", também foi anunciado e lançaram seus primeiros dois episódios no canal do Youtube da Bandai Namco Europe's em 22 de Agosto.